# Draugas
Draugas (pol. Przyjaciel) – gazeta ukazująca się w USA w języku litewskim. 

## Historia
Gazeta powstała w lipcu 1909 jako katolicki tygodnik emigrantów litewskich zamieszkałych w Pensylwanii i Illinois. Redakcja mieściła się początkowo w Wilkes-Barre (Pensylwania), w lipcu 1912 została przeniesiona do Chicago. Od 31 marca 1916 gazeta została przekształcona w dziennik i zaczęła ukazywać się 6 razy w tygodniu. Później dziennik miał 5 wydań tygodniowo, a od 2001 ukazuje się trzy razy w tygodniu, w soboty wychodzi magazyn Kultūra.

## Wydawca
Pierwszym wydawcą była organizacja litewskich księży katolickich Kunigų sąjunga. W 1916 powstała firma wydawnicza Draugo, z którą współpracowali księża marianie. W 1920 marianie przejęli gazetę, a następnie utworzono obecne wydawnictwo Lietuvių katalikų spaudos draugija z udziałem zarówno kleru, jak i ludzi świeckich.

## Redaktorzy
Pierwszym redaktorem naczelnym był ks. Antanas Kaupas, a w latach 1918–1921 tę funkcję pełnił. ks. Piotr Franciszek Buczys, późniejszy biskup tytularny Olympus, przełożony generalny Zgromadzenia Księży Marianów Niepokalanego Poczęcia Najświętszej Maryi Panny. Od 2013 redaktorem naczelnym jest Ramunė Lapas.